# Worstelen op de Olympische Zomerspelen 1984

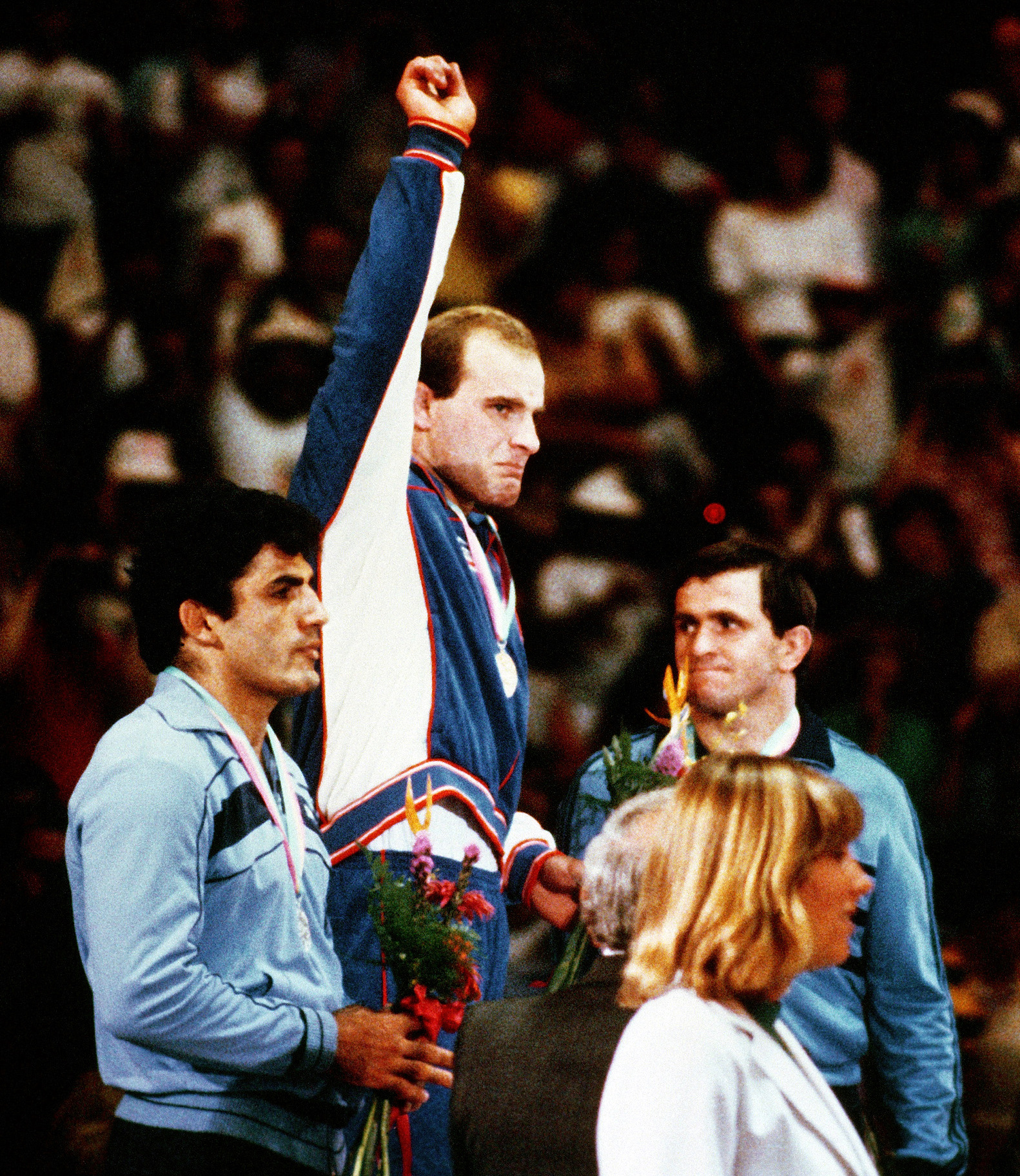
Huldiging in de categorie zwaargewicht (tot 100 kilo)

Worstelen is een van de sporten die beoefend werden tijdens de Olympische Zomerspelen 1984 in Los Angeles.

## Heren

### Grieks-Romeins

#### licht vlieggewicht (tot 48 kg)
| rang   | sporter         | land |
| ------ | --------------- | ---- |
| Goud   | Vincenzo Maenza | ITA  |
| Zilver | Markus Scherer  | FRG  |
| Brons  | Ikuzo Saito     | JPN  |
| 4      | Salih Bora      | TUR  |
| 5      | Kent Andersson  | SWE  |
| 6      | Jun Dae-je      | KOR  |
| 7      | Li Haisheng     | CHN  |
| 8      | Lars Rønningen  | NOR  |

#### vlieggewicht (tot 52 kg)
| rang   | sporter         | land |
| ------ | --------------- | ---- |
| Goud   | Atsuji Miyahara | JPN  |
| Zilver | Daniel Aceves   | MEX  |
| Brons  | Bang Dae-du     | KOR  |
| 4      | Hu Richa        | CHN  |
| 5      | Jon Rønningen   | NOR  |
| 6      | Taisto Halonen  | FIN  |
| 7      | Erol Kemah      | TUR  |
| 8      | Mihai Cişmaş    | ROU  |

#### bantamgewicht (tot 57 kg)
| rang   | sporter               | land |
| ------ | --------------------- | ---- |
| Goud   | Pasquale Passarelli   | FRG  |
| Zilver | Masaki Eto            | JPN  |
| Brons  | Haralambos Holidis    | GRE  |
| 4      | Nicolae Zamfir        | ROU  |
| 5      | Frank Famiano         | USA  |
| 6      | Benni Ljungbeck       | SWE  |
| 7      | Mehmet Serhat Karadağ | TUR  |
| 8      | Park Byung-hyo        | KOR  |

#### vedergewicht (tot 62 kg)
| rang   | sporter             | land |
| ------ | ------------------- | ---- |
| Goud   | Kim Weon-kee        | KOR  |
| Zilver | Kent-Olle Johansson | SWE  |
| Brons  | Hugo Dietsche       | SUI  |
| 4      | Abdurrahim Kuzu     | USA  |
| 5      | Doug Yeats          | CAN  |
| 6      | Salem Bekhit        | EGY  |
| 7      | Bernd Gabriel       | FRG  |
| 8      | Seiichi Osanai      | JPN  |

#### lichtgewicht (tot 68 kg)
| rang   | sporter                 | land |
| ------ | ----------------------- | ---- |
| Goud   | Vlado Lisjak            | YUG  |
| Zilver | Tapio Sipilä            | FIN  |
| Brons  | James Martinez          | USA  |
| 4      | Stefan Negrisan         | ROU  |
| 5      | Dietmar Streitler       | AUT  |
| 6      | Mohamed Mutei Alnakdali | SYR  |
| 7      | Shaban Ibrahim          | EGY  |
| 8      | Sümer Koçak             | TUR  |

#### weltergewicht (tot 74 kg)
| rang   | sporter             | land |
| ------ | ------------------- | ---- |
| Goud   | Jouko Salomäki      | FIN  |
| Zilver | Roger Tallroth      | SWE  |
| Brons  | Ştefan Rusu         | ROU  |
| 4      | Kim Young-nam       | KOR  |
| 5      | Karolj Kasap        | YUG  |
| 6      | Martial Mischler    | FRA  |
| 7      | Christopher Catalfo | USA  |
| 8      | Mohamed Hamad       | EGY  |

#### middengewicht (tot 82 kg)
| rang   | sporter               | land |
| ------ | --------------------- | ---- |
| Goud   | Ion Draica            | ROU  |
| Zilver | Dimitrios Thanopoulos | GRE  |
| Brons  | Sören Claesson        | SWE  |
| 4      | Momir Petković        | YUG  |
| 5      | Jarmo Övermark        | FIN  |
| 6      | Mohamed El Ashram     | EGY  |
| 7      | Louis Santerre        | CAN  |
| 8      | Kim Sang-kyu          | KOR  |

#### halfzwaargewicht (tot 90 kg)
| rang   | sporter             | land |
| ------ | ------------------- | ---- |
| Goud   | Steven Fraser       | USA  |
| Zilver | Ilie Matei          | ROU  |
| Brons  | Frank Andersson     | SWE  |
| 4      | Uwe Sachs           | FRG  |
| 5      | Jean-François Court | FRA  |
| 6      | Georgios Pozidis    | GRE  |
| 7      | Toni Hannula        | FIN  |
| 8      | Franz Marx          | AUT  |

#### zwaargewicht (tot 100 kg)
| rang   | sporter               | land |
| ------ | --------------------- | ---- |
| Goud   | Vasile Andrei         | ROU  |
| Zilver | Greg Gibson           | USA  |
| Brons  | Jožef Tertei          | YUG  |
| 4      | Georgios Pikilidis    | GRE  |
| 5      | Franz Pitschmann      | AUT  |
| 6      | Fritz Gerdsmeier      | FRG  |
| 7      | Yoshiro Fujita        | JPN  |
| 7      | Karl-Johan Gustavsson | SWE  |

#### superzwaargewicht (boven 100 kg)
| rang   | sporter              | land |
| ------ | -------------------- | ---- |
| Goud   | Jeffrey Blatnick     | USA  |
| Zilver | Refik Memišević      | YUG  |
| Brons  | Victor Dolipschi     | ROU  |
| 4      | Panagiotis Pikilidis | GRE  |
| 5      | Hassan El Hadad      | EGY  |
| 6      | Masaya Ando          | JPN  |
| 6      | Antonio Lapenna      | ITA  |
| X      | Tomas Johansson      | SWE  |

Tomas Johansson, aanvankelijk winnaar van de zilveren medaille, werd gediskwalificeerd vanwege een positieve dopingtest.

### Vrije stijl

#### licht vlieggewicht (tot 48 kg)
| rang   | sporter         | land |
| ------ | --------------- | ---- |
| Goud   | Robert Weaver   | USA  |
| Zilver | Takashi Irie    | JPN  |
| Brons  | Son Gab-do      | KOR  |
| 4      | Gao Wenhe       | CHN  |
| 5      | Reiner Heugabel | FRG  |
| 6      | Kent Andersson  | SWE  |
| 7      | Sunil Dutt      | IND  |

#### vlieggewicht (tot 52 kg)
| rang   | sporter        | land |
| ------ | -------------- | ---- |
| Goud   | Šaban Trstena  | YUG  |
| Zilver | Kim Jong-kyu   | KOR  |
| Brons  | Yuji Takada    | JPN  |
| 4      | Ray Takahashi  | CAN  |
| 5      | Aslan Seyhanlı | TUR  |
| 6      | Mahabir Singh  | IND  |
| 7      | Fritz Niebler  | FRG  |
| 8      | Liang Dejin    | CHN  |

#### bantamgewicht (tot 57 kg)
| rang   | sporter          | land |
| ------ | ---------------- | ---- |
| Goud   | Hideaki Tomiyama | JPN  |
| Zilver | Barry Davis      | USA  |
| Brons  | Kim Eui-kon      | KOR  |
| 4      | Orlando Cáceres  | PUR  |
| 5      | Rohtas Singh     | IND  |
| 6      | Zoran Šorov      | YUG  |
| 7      | Guanbunima       | CHN  |
| 8      | İbrahim Akgül    | TUR  |

#### vedergewicht (tot 62 kg)
| rang   | sporter          | land |
| ------ | ---------------- | ---- |
| Goud   | Randy Lewis      | USA  |
| Zilver | Kosei Akaishi    | JPN  |
| Brons  | Lee Jung-keun    | KOR  |
| 4      | Cris Brown       | AUS  |
| 5      | Martin Herbster  | FRG  |
| 6      | Antonio La Bruna | ITA  |
| 7      | Selman Kaygusuz  | TUR  |
| 8      | Gérard Santoro   | FRA  |

#### lichtgewicht (tot 68 kg)
| rang   | sporter           | land |
| ------ | ----------------- | ---- |
| Goud   | You In-tak        | KOR  |
| Zilver | Andrew Rein       | USA  |
| Brons  | Jukka Rauhala     | FIN  |
| 4      | Masakazu Kamimura | JPN  |
| 5      | Zsigmond Kelevitz | AUS  |
| 6      | Fevzi Şeker       | TUR  |
| 7      | Erwin Knosp       | FRG  |
| 8      | René Neyer        | SUI  |

#### weltergewicht (tot 74 kg)
| rang   | sporter        | land |
| ------ | -------------- | ---- |
| Goud   | David Schultz  | USA  |
| Zilver | Martin Knosp   | FRG  |
| Brons  | Šaban Sejdi    | YUG  |
| 4      | Rajander Singh | IND  |
| 5      | Naomi Higuchi  | JPN  |
| 6      | Han Myung-woo  | KOR  |
| 7      | Marc Mongeon   | CAN  |
| 8      | Pekka Rauhala  | FIN  |

#### middengewicht (tot 82 kg)
| rang   | sporter             | land |
| ------ | ------------------- | ---- |
| Goud   | Mark Schultz        | USA  |
| Zilver | Hideyuki Nagashima  | JPN  |
| Brons  | Chris Rinke         | CAN  |
| 4      | Reiner Trik         | FRG  |
| 5      | Kim Tae-woo         | KOR  |
| 6      | Kenneth Reinsfield  | NZL  |
| 7      | Iraklis Deskoulidis | GRE  |
| 8      | Luciano Ortelli     | ITA  |

#### halfzwaargewicht (tot 90 kg)
| rang   | sporter        | land |
| ------ | -------------- | ---- |
| Goud   | Ed Banach      | USA  |
| Zilver | Akira Ota      | JPN  |
| Brons  | Noel Loban     | GBR  |
| 4      | Clark Davis    | CAN  |
| 5      | Macauley Appah | NGR  |
| 6      | İsmail Temiz   | TUR  |
| 7      | Majeed Abdul   | PAK  |
| 8      | Michele Azzola | ITA  |

#### zwaargewicht (tot 100 kg)
| rang   | sporter              | land |
| ------ | -------------------- | ---- |
| Goud   | Lou Banach           | USA  |
| Zilver | Joseph Atiyeh        | SYR  |
| Brons  | Vasile Puşcaşu       | ROU  |
| 4      | Hayri Sezgin         | TUR  |
| 5      | Tamon Honda          | JPN  |
| 6      | Georgios Pikilidis   | GRE  |
| 7      | Kartar Dhillon Singh | IND  |
| 8      | Wayne Brightwell     | CAN  |

#### superzwaargewicht (boven 100 kg)
| rang   | sporter              | land |
| ------ | -------------------- | ---- |
| Goud   | Bruce Baumgartner    | USA  |
| Zilver | Bob Molle            | CAN  |
| Brons  | Ayhan Taşkın         | TUR  |
| 4      | Hassan El Hadad      | EGY  |
| 5      | Mamadou Sakho        | SEN  |
| 6      | Vasile Andrei        | ROU  |
| 7      | Koichi Ishimori      | JPN  |
| 8      | Panagiotis Pikilidis | GRE  |

## Medaillespiegel
| rang   | land                     | goud | zilver | brons | totaal |
| ------ | ------------------------ | ---- | ------ | ----- | ------ |
| 1      | Verenigde Staten         | 9    | 3      | 1     | 13     |
| 2      | Japan                    | 2    | 5      | 2     | 9      |
| 3      | Zuid-Korea               | 2    | 1      | 4     | 7      |
| 4      | Roemenië                 | 2    | 1      | 3     | 6      |
| 5      | Joegoslavië              | 2    | 1      | 2     | 5      |
| 6      | Bondsrepubliek Duitsland | 1    | 2      | 0     | 3      |
| 7      | Finland                  | 1    | 1      | 1     | 3      |
| 8      | Italië                   | 1    | 0      | 0     | 1      |
| 9      | Zweden                   | 0    | 2      | 2     | 4      |
| 10     | Canada                   | 0    | 1      | 1     | 2      |
| 10     | Griekenland              | 0    | 1      | 1     | 2      |
| 12     | Mexico                   | 0    | 1      | 0     | 1      |
| 12     | Syrië                    | 0    | 1      | 0     | 1      |
| 14     | Groot-Brittannië         | 0    | 0      | 1     | 1      |
| 14     | Turkije                  | 0    | 0      | 1     | 1      |
| 14     | Zwitserland              | 0    | 0      | 1     | 1      |
| totaal | totaal                   | 20   | 20     | 20    | 60     |